# Super 8 (phim)
Super 8 là một bộ phim khoa học viễn tưởng ly kỳ của Mỹ năm 2011 do J. J. Abrams đạo diễn, đồng sản xuất với Steven Spielberg. Phim có sự tham gia của Joel Courtney, Elle Fanning và Kyle Chandler, kể về câu chuyện của một nhóm bạn trẻ đang tự quay phim Super 8 khi một đoàn tàu bị chệch đường ray, giải thoát một thế lực nguy hiểm vào thị trấn của họ. Phim được quay tại Weirton, Tây Virginia và các khu vực lân cận.
Super 8 được công chiếu ngày 10 tháng 6 năm 2011 dưới định dạng thông thường và IMAX tại các rạp chiếu ở Hoa Kỳ. Phim nhận được lời tán dương từ các nhà phê bình bởi những yếu tố hoài cổ, hiệu ứng hình ảnh, nhạc nền và diễn xuất của dàn diễn viên trẻ, đặc biệt là Fanning và Courtney, trong khi bị so sánh nhiều với những bộ phim như E.T., Stand by Me và The Goonies. Phim cũng đạt thành công thương mại khi thu về 260 triệu $ so với ngân sách 50 triệu $. Phim còn nhận được một vài giải thưởng và đề cử, chủ yếu là về những hạng mục kĩ thuật và hiệu ứng hình ảnh, nhạc nền của Giacchino, cũng như diễn xuất của Courtney và Fanning.